# Хашиев, Ислам Рустамович
Ислам Рустамович (Султанович) Хашиев (род. 13 октября 1993) — российский самбист и дзюдоист, призёр первенств Европы и мира по самбо среди юниоров, бронзовый призёр первенства Европы по дзюдо среди юниоров, серебряный призёр чемпионата России по самбо 2014 года, мастер спорта России. Выступает в 2-й полусредней весовой категории (до 74 кг). Тренируется под руководством  В. В. Киргизова и  А. П. Коновалова.

## Спортивные результаты
- Первенство Европы по самбо среди юниоров (2010 год, Салоники, категория до 74 кг) — ;
- Первенство мира по самбо среди юниоров 2011 года (Рига) — ;
- Первенство Европы по дзюдо среди юниоров 2013 года (Каунас) — ;
- Чемпионат России по самбо 2014 года — ;